# Тухкозеро
Тухкозеро — озеро на территории Паданского сельского поселения Медвежьегорского района Республики Карелии.

## Общие сведения
Площадь озера — 1,4 км². Площадь водосборного бассейна — 45,8 км². Располагается на высоте 125,7 метров над уровнем моря. Объём воды — 0,0043 км³.
Форма озера продолговатая: вытянуто с севера на юг. Берега каменисто-песчаные, местами заболоченные.
В северную оконечность озера впадает безымянный ручей, несущий воды из озёр Куйваярви и Сюяярви.
Из южной оконечности озера вытекает ручей, впадающий в Сяргозеро, которое протокой соединяется с Сонозером, через которое течёт река Волома, впадающая в Сегозеро.
К западу от озера проходит дорога местного значения 86К-165 («Чёбино — Паданы — Шалговаара — Маслозеро»).
Код объекта в государственном водном реестре — 02020001111102000007796.